# Orthomecyna mesochasma
Orthomecyna mesochasma là một loài bướm đêm thuộc họ Crambidae. Nó là loài đặc hữu của Kauai.
Ấu trùng sống ở rễ cây mía đường. Con sâu bướm có màu hơi trắng. Con sâu sống dưới đất và đục rễ cây.